# Bitwa o Tomaszów Mazowiecki

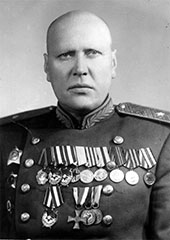
Gen. mjr Iwan Juszczuk, jeden z dowódców uczestniczących w walkach o Tomaszów Mazowiecki

Bitwa o Tomaszów Mazowiecki – starcie zbrojne mające miejsce w dniach 18–19 stycznia 1945 między oddziałami Armii Czerwonej a Wehrmachtem, zakończone zdobyciem Tomaszowa Mazowieckiego.

## Przebieg
Spodziewając się ofensywy Armii Czerwonej, władze III Rzeszy w 1944 roku przekształciły Tomaszów Mazowiecki w silny punkt obrony na linii rzeki Pilicy. Oprócz betonowych schronów, wykonano też umocnienia polowe do wykonania których zmuszono mieszkańców Tomaszowa i okolicznych wsi. Na przedpola Tomaszowa oddziały Armii Czerwonej dotarły 18 stycznia 1945. Decydujące znaczenie w szybkim zdobyciu miasta miało przedarcie się do miasta przez grupę 8 czołgów z 20 Brygady Pancernej należącej do 11 Korpusu Pancernego. Było to możliwe ponieważ Niemcy nie zdążyli zniszczyć mostu na rzece Pilicy. Po pierwszych walkach opanowała ona dworzec kolejowy i zniszczyła dwa transporty wojskowe. Następnie przeszła do obrony starając się utrzymać zajęte pozycje. 
W tym czasie pozostałe oddziały wzięły miasto w kleszcze. 65 Brygada Pancerna zaatakowała pozycje niemieckie od strony Smardzewic, a 20 Brygada Pancerna po przeprawie przez Pilicę przeprowadziła atak od strony Spały. W nocnych walka oprócz wspomnianych brygad uczestniczyła jeszcze 36 Brygada Pancerna, 12 Brygada Zmotoryzowana i 7 Gwardyjski Korpus Kawalerii dowodzony przez generała porucznika Michaiła Konstantinowa.
Za sprawne zdobycie miasta rankiem 19 stycznia 1945 oraz wykazaną odwagę i męstwo przez żołnierzy, 11 Korpus Pancerny został odznaczony Orderem Suworowa II klasy.